# Miquel Gelabert
Miquel Gelabert Roura (Barcelona, 6 februari 1998) is een Catalaans internationaal trialrijder en Europees kampioen in 2016.
Gelabert reed zijn eerste wedstrijd op achtjarige leeftijd in 2006 en werd in 2009 Spaans kampioen in de juniorenklasse op 80cc. In de daaropvolgende jaren reed hij verdienstelijk in zowel de Spaanse competities als ook op Europees niveau, wat werd beloond met een Spaans nationaal kampioenschap in de TR-2 klasse in 2014, en het Europees kampioenschap in 2016.